# Мілфорд (переписна місцевість, Нью-Гемпшир)
Мілфорд (англ. Milford) — переписна місцевість (CDP) в США, в окрузі Гіллсборо штату Нью-Гемпшир. Населення — 9212 особи (2020).

## Географія
Мілфорд розташований за координатами 42°49′54″ пн. ш. 71°40′43″ зх. д. / 42.83167° пн. ш. 71.67861° зх. д. (42.831645, -71.678708).  За даними Бюро перепису населення США в 2010 році переписна місцевість мала площу 14,87 км², з яких 14,80 км² — суходіл та 0,07 км² — водойми.

## Демографія
Згідно з переписом 2010 року, у переписній місцевості мешкало 8835 осіб у 3749 домогосподарствах у складі 2271 родини. Густота населення становила 594 особи/км².  Було 4042 помешкання (272/км²).
Расовий склад населення:
| - 94,4 % — білих - 1,4 % — чорних або афроамериканців - 1,4 % — азіатів - 0,3 % — корінних американців |

До двох чи більше рас належало 1,7 %. Частка іспаномовних становила 2,5 % від усіх жителів.
За віковим діапазоном населення розподілялося таким чином: 22,2 % — особи молодші 18 років, 63,7 % — особи у віці 18—64 років, 14,1 % — особи у віці 65 років та старші. Медіана віку мешканця становила 39,1 року. На 100 осіб жіночої статі у переписній місцевості припадало 91,3 чоловіків;  на 100 жінок у віці від 18 років та старших — 89,2 чоловіків також старших 18 років.
Середній дохід на одне домашнє господарство  становив 66 219 доларів США (медіана — 49 226), а середній дохід на одну сім'ю — 76 274 долари (медіана — 65 676). Медіана доходів становила 47 981 долар для чоловіків та 34 833 долари для жінок. За межею бідності перебувало 7,5 % осіб, у тому числі 10,7 % дітей у віці до 18 років та 3,4 % осіб у віці 65 років та старших.
Цивільне працевлаштоване населення становило 4876 осіб. Основні галузі зайнятості: освіта, охорона здоров'я та соціальна допомога — 22,4 %, роздрібна торгівля — 16,2 %, виробництво — 15,3 %.